# Andigné
Andigné là một xã thuộc tỉnh Maine-et-Loire trong vùng Pays de la Loire tây nước Pháp. Xã này nằm ở khu vực có độ cao trung bình 53 mét trên mực nước biển.
Sông Oudon tạo thành toàn bộ ranh giới phía bắc thị trấn.